# ГЕС Феке 2
ГЕС Феке 2 (тур. Feke 2 Barajı) — гідроелектростанція на півдні Туреччини. Знаходячись між ГЕС Феке 1 (29 МВт) та ГЕС Менге, входить до складу каскаду у сточищі річки Сейхан, яка протікає через Адану та впадає до Середземного моря.
У межах проєкту лівий витік Сейхану річку Гексу перекрили греблею із ущільненого котком бетону висотою 70 метрів та довжиною 253 метри. Вона утримує водосховище з об'ємом 63 млн м3 (корисний об'єм 29,6 млн м3), у якому припустиме коливання рівня поверхні між позначками 530 та 543 метри НРМ.
Зі сховища через два водоводи діаметром по 4 метри ресурс подається до пригреблевого машинного залу. Тут встановлено дві турбіни типу Френсіс потужністю по 35,7 МВт, які при напорі у 62 метри повинні забезпечувати виробництво 221 млн кВт·год електроенергії на рік.